# ジェネス・ジェプコスゲイ
ジェネス・ジェプコスゲイ（Janeth Jepkosgei, 1983年12月13日 - ）は、ケニアの陸上競技選手。2008年北京オリンピックの銀メダリストである。リフトバレー州ナンディ県カビリルサング出身。

## 経歴
ジェプコスゲイは、男子800mの世界記録保持者のウィルソン・キプケテルや北京オリンピック800m金メダルのウィルフレッド・ブンゲイを輩出しているカビリルサング村で生まれ育った。小学校から陸上をはじめ、1998年からはケニアの有力な女性ランナーを輩出しているシンゴレ女子高校に進学。七種競技の選手としてケニアの高校チャンピオンに輝いたこともあった。しかし、当時の専門は400mハードルであった。1999年の世界ユース陸上選手権のケニアの選考レースに出場しようとしたが、この種目は選考レースのプログラムになかったので800mに出場。2位となりケニア代表となった。しかし、ポーランドのブィドゴシュチュの世界ユースでは決勝に残れず敗退している。
2000年には、400mハードルと800mの2種目でケニアの高校チャンピオンに輝く。同年開催された東アフリカユース選手権では、400mハードルで優勝。800mでは2位となっている。
2001年からエルドレッドにあるトレーニングセンターでトレーニングを開始。1988年ソウルオリンピック金メダリストのポール・エレングの指導の下、同年のアフリカジュニア選手権の800mで銀メダル。2002年にはジャマイカで開催された世界ジュニア選手権で金メダルを獲得した。
2003年には、オールアフリカゲームズの800mに出場。しかし予選で敗れ決勝進出はならなかった。2004年アテネオリンピックの年、800mのケニア代表を決める代表選考レースで優勝。しかし、参加標準記録を突破することができなかったためオリンピック代表となることはできなかった。同様に、翌2005年、ヘルシンキの世界選手権代表を決める選考レースでも優勝したが、参加標準記録Bを破ったものの、参加標準Aを突破することができなかったため、世界選手権に出場することはできなかった。
ジェプコスゲイは2006年に躍進の年を迎える。3月24日にメルボルンで開催されたコモンウェルスゲームズの800mに出場。モザンビークのマリア・ムトラらに勝利し、1分57秒88で金メダルを獲得。また、同年のアフリカ選手権の800mでも優勝。この年、2度にわたり800mのケニア記録を更新し、同年のケニア・スポーツウーマンオブザイヤーを受賞。
さらに、翌2007年8月28日、大阪で開催された世界選手権の800mで1分56秒04のケニア新記録で金メダルを獲得。この種目ではケニアの女性選手としてはじめての金メダルを獲得した。この年2年連続でケニア・スポーツウーマンオブザイヤーを受賞。
2008年になると、ジェプコスゲイの前に、ケニアに19歳の新鋭パメラ・ジェリモが突如現れ、ジェリモに5月24日に前年に作ったケニア記録を破られた。2人は、北京オリンピックでも対戦。ジェプコスゲイは、ジェリモに敗れたものの、初めてのオリンピックで銀メダルを獲得した。

## 自己ベスト
- 800m - 1分56秒04 (2007年8月28日)
- 1000m - 2分37秒98 (2002年8月28日)
- 1500m - 4分02秒32 (2011年9月16日)

## 主な実績
| 年   | 大会                               | 場所                       | 種目 | 結果 | 記録      |
| ---- | ---------------------------------- | -------------------------- | ---- | ---- | --------- |
| 2002 | 世界ジュニア陸上選手権             | キングストン(ジャマイカ)   | 800m | 1位  | 2分00秒80 |
| 2006 | コモンウェルスゲームズ             | メルボルン(オーストラリア) | 800m | 1位  | 1分57秒88 |
| 2006 | IAAFワールドアスレチックファイナル | シュトゥットガルト(ドイツ) | 800m | 2位  | 1分59秒10 |
| 2006 | IAAF陸上ワールドカップ             | アテネ(ギリシャ)           | 800m | 2位  | 2分00秒09 |
| 2007 | 世界陸上選手権                     | 大阪(日本)                 | 800m | 1位  | 1分56秒04 |
| 2007 | IAAFワールドアスレチックファイナル | シュトゥットガルト(ドイツ) | 800m | 1位  | 1分57秒87 |
| 2008 | オリンピック                       | 北京(中国)                 | 800m | 2位  | 1分56秒07 |
| 2008 | IAAFワールドアスレチックファイナル | シュトゥットガルト(ドイツ) | 800m | 2位  | 1分58秒41 |
| 2009 | 世界陸上選手権                     | ベルリン(ドイツ)           | 800m | 2位  | 1分57秒90 |
| 2011 | 世界陸上選手権                     | テグ(韓国)                 | 800m | 3位  | 1分57秒42 |